# Protapanteles websteri
Protapanteles websteri är en stekelart som först beskrevs av Muesebeck 1921.  Protapanteles websteri ingår i släktet Protapanteles och familjen bracksteklar. Inga underarter finns listade i Catalogue of Life.